# Mathieu Perreault (hockey sur glace)
Pour les articles homonymes, voir Perreault et Mathieu Perreault.
Mathieu Perreault (né le 5 janvier 1988 à Drummondville, Québec au Canada) est un joueur professionnel canadien de hockey sur glace.

## Carrière de joueur
Lors du repêchage 2004 de Ligue de hockey junior majeur du Québec, il est sélectionné lors du premier tour par le Titan d'Acadie-Bathurst, au 2e rang au total. Après une première saison passée avec le Titan, il est sélectionné par les Capitals de Washington au repêchage de la Ligue nationale de hockey de 2006. Par la suite, il connut deux excellentes saisons junior avant de rejoindre les Bears de Hershey. Il participe avec l'équipe LHJMQ au Défi ADT Canada-Russie en 2006 et 2007. Il débute en 2008-2009 sa première saison professionnelle, au terme de laquelle il remporte la coupe Calder avec les Bears de Hershey. La saison suivante, il fait ses débuts dans la LNH avec les Capitals mais joue cependant majoritairement avec les Bears et remporte ainsi sa seconde coupe Calder d'affilée.
Le 29 septembre 2013, il est échangé aux Ducks d'Anaheim en retour de John Mitchell et d'un choix de 4e ronde au repêchage de 2014.
De 2014 à 2021, il joue sept saisons consécutives avec les Jets de Winnipeg pour ensuite terminer sa carrière professionnelle avec l'organisation des Canadiens de Montréal. Perreault annonça sa retraite en septembre 2022 à l'âge de 34 ans.

### Canadiens de Montréal
En 2021, Perreault accepte une offre d'une saison avec les Canadiens de Montréal. Ailier gauche pouvant également jouer au centre, il empochera un salaire de 950 000 $ lors de la saison 2021-2022. Le 23 octobre 2021, l'attaquant compte un tour du chapeau lors d'une victoire de 6-1 contre les Red Wings de Détroit. Il devenait ainsi le premier québécois à réussir l'exploit pour les Canadiens depuis Vincent Damphousse en 1998.

## Statistiques
| Saison     | Équipe                  | Ligue      |     | Saison régulière | Saison régulière | Saison régulière | Saison régulière | Saison régulière |    | Séries éliminatoires | Séries éliminatoires | Séries éliminatoires | Séries éliminatoires | Séries éliminatoires |
| Saison     | Équipe                  | Ligue      | PJ  | B                | A                | Pts              | Pun              | PJ               | B  | A                    | Pts                  | Pun                  |                      |                      |
| 2005-2006  | Titan d'Acadie-Bathurst | LHJMQ      | 62  | 18               | 34               | 52               | 42               | 17               | 10 | 11                   | 21                   | 8                    |                      |                      |
| 2006-2007  | Titan d'Acadie-Bathurst | LHJMQ      | 67  | 41               | 78               | 119              | 66               | 12               | 6  | 8                    | 14                   | 8                    |                      |                      |
| 2007-2008  | Titan d'Acadie-Bathurst | LHJMQ      | 65  | 34               | 80               | 114              | 61               | 12               | 3  | 19                   | 22                   | 6                    |                      |                      |
| 2007-2008  | Bears de Hershey        | LAH        | -   | -                | -                | -                | -                | 3                | 0  | 0                    | 0                    | 0                    |                      |                      |
| 2008-2009  | Bears de Hershey        | LAH        | 77  | 11               | 39               | 50               | 36               | 21               | 2  | 6                    | 8                    | 8                    |                      |                      |
| 2009-2010  | Bears de Hershey        | LAH        | 56  | 16               | 34               | 50               | 34               | 21               | 7  | 12                   | 19                   | 18                   |                      |                      |
| 2009-2010  | Capitals de Washington  | LNH        | 21  | 4                | 5                | 9                | 6                | -                | -  | -                    | -                    | -                    |                      |                      |
| 2010–2011  | Bears de Hershey        | LAH        | 34  | 11               | 24               | 35               | 38               | 6                | 3  | 3                    | 6                    | 6                    |                      |                      |
| 2010–2011  | Capitals de Washington  | LNH        | 35  | 7                | 7                | 14               | 20               | -                | -  | -                    | -                    | -                    |                      |                      |
| 2011–2012  | Capitals de Washington  | LNH        | 64  | 16               | 14               | 30               | 24               | 4                | 0  | 0                    | 0                    | 0                    |                      |                      |
| 2012-2013  | HIFK                    | SM-liiga   | 7   | 1                | 6                | 7                | 6                | -                | -  | -                    | -                    | -                    |                      |                      |
| 2012-2013  | Capitals de Washington  | LNH        | 39  | 6                | 11               | 17               | 20               | 7                | 1  | 3                    | 4                    | 0                    |                      |                      |
| 2013-2014  | Ducks d'Anaheim         | LNH        | 69  | 18               | 25               | 43               | 36               | 11               | 2  | 3                    | 5                    | 18                   |                      |                      |
| 2014-2015  | Jets de Winnipeg        | LNH        | 62  | 18               | 23               | 41               | 38               | 3                | 0  | 2                    | 2                    | 0                    |                      |                      |
| 2015-2016  | Jets de Winnipeg        | LNH        | 71  | 9                | 32               | 41               | 36               | -                | -  | -                    | -                    | -                    |                      |                      |
| 2016-2017  | Jets de Winnipeg        | LNH        | 65  | 13               | 32               | 45               | 30               | -                | -  | -                    | -                    | -                    |                      |                      |
| 2017-2018  | Jets de Winnipeg        | LNH        | 70  | 17               | 22               | 39               | 38               | 9                | 1  | 0                    | 1                    | 4                    |                      |                      |
| 2018-2019  | Jets de Winnipeg        | LNH        | 82  | 15               | 16               | 31               | 44               | 5                | 0  | 2                    | 2                    | 8                    |                      |                      |
| 2019-2020  | Jets de Winnipeg        | LNH        | 49  | 7                | 8                | 15               | 10               | 4                | 0  | 0                    | 0                    | 2                    |                      |                      |
| 2020-2021  | Jets de Winnipeg        | LNH        | 56  | 9                | 10               | 19               | 16               | 8                | 1  | 1                    | 2                    | 4                    |                      |                      |
| 2021-2022  | Canadiens de Montréal   | LNH        | 25  | 4                | 5                | 9                | 4                | -                | -  | -                    | -                    | -                    |                      |                      |
| Totaux LNH | Totaux LNH              | Totaux LNH | 708 | 143              | 210              | 353              | 322              | 51               | 5  | 11                   | 16                   | 36                   |                      |                      |

## Trophées et honneurs personnels
- 2006 à 2008 : capitaine du Titan d'Acadie-Bathurst
- 2007 : remporte le trophée Michel-Brière de la LHJMQ
- 2007 : membre de la deuxième équipe d'étoiles de la LCH
- 2007 : membre de la première équipe d'étoiles de la LHJMQ
- 2008 : remporte le trophée Jean-Béliveau de la LHJMQ
- 2008 : membre de la deuxième équipe d'étoiles de la LCH
- 2008 : membre de la deuxième équipe d'étoiles de la LHJMQ
- 2007-2008 : joueur ayant eu le plus de passes durant cette saison dans la LHJMQ (80)
- 2009 et 2010 : remporte la coupe Calder avec les Bears de Hershey de la LAH